# 龙年 (电影)
《龙年》（英語：Year of the Dragon）是1985年上映的美国新黑色犯罪惊悚片，改编自罗伯特·戴利的同名小说，反映了幫派、非法毒品貿易、族群、种族主义、刻板印象等主题。电影由迈克尔·西米诺执导，奧利華·史東和迈克尔·西米诺编剧，米基·洛克、尊龍、小泉安丽妮主演。
尽管获得褒贬不一的评价、沦为票房炸弹，电影还是在发行的几年内受到邪典追捧。

## 故事概要
斯坦利·怀特是纽约市警察局的警监，曾参加越南战争，功勋卓绝。局裡指派怀特前往曼哈顿唐人街清剿华人的犯罪组织。怀特事业心重，对妻子康妮疏于照顾。
怀特盯上了三合会社团的龙头泰久義，其为人冷酷无情，为爬上龙头位置，不惜动用一切手段。也因为他野心勃勃，三合会的活动非常高调。经双方協商，警区与三合会暂时休战，但三合会私底下还是和美国黑手党与泰国帮开战，从他们手上拿走建立已久的海洛因供应链。
后来怀特爱上了电视台记者翠西·朱。和怀特的妻子一样，翠西长期遭到三合会恐嚇威脅，这让怀特摧毁三合会的心更加坚定。
怀特派新來的的华人警察赫伯特去泰的餐厅打工，以卧底身份搜集线报。赫伯特得到泰有一艘运毒货船的情報后，被变节的警察阿兰·佩雷兹出卖，因而牺牲。泰又强奸了朱，杀害了怀特的妻子。怀特看准时机，待货船在港口靠岸时上船，当面对付泰。
在泰和手下去查看货物的路上，怀特拦住他们，想一网打盡。此时佩雷兹开车路过，并大声辱骂，怀特开枪击毙了他。之后泰拿出一把枪，打中了怀特的手，怀特失手打死泰的手下。泰登上铁路桥逃跑，怀特上前追击，双方爆发枪战。怀特开枪打伤泰的双腿，泰忍受不了痛苦，要怀特给他枪自尽，最终他在怀特面前自戕而亡。
影片最后，怀特和朱来到唐人街的大街上，参加泰的葬礼。

## 阵容
- 米基·洛克 饰 斯坦利·怀特警監（Capt. Stanley White）
- 尊龍 饰 泰久義（Joey Tai）
- 小泉安丽妮（英语：Ariane Koizumi） 饰 翠西·朱（Tracy Tzu）
- 邓刚 饰 赫伯特·邝（Herbert Kwong）
- 雷蒙德·约翰·巴里 饰 卢·布考斯基（Lou Bukowski）
- 伦纳德·特莫（英语：Leonard Termo） 饰 安杰洛·利佐（Angelo Rizzo）
- 卡罗琳·卡瓦（英语：Caroline Kava） 饰 康妮·怀特（Connie White）
- 埃迪·琼斯（英语：Eddie Jones (actor)） 饰 威廉·麦肯纳（William McKenna）
- 黄自强 饰 哈利·容（Harry Yung）
- 傑克·凱勒 饰 艾伦·佩雷兹（Alan Perez）
- 托尼·利普 饰 莱尼·卡兰萨（Lenny Carranza）
- 罗萨·吴（Roza Ng）饰 王泰劳拉（Laura Wong Tai）

## 制作

### 开发
迈克尔·西米诺曾被数次邀请改编罗伯特·戴利的小说《龙年》，但他几次都拒绝了。到最终同意的时候，西米诺无法在规定时间内完成编剧及导演工作，此时制片人已经有了大概的上映时间。西米诺找奥利弗·斯通帮忙写剧本，两人经西米诺的制片人朋友乔安·卡雷利（Joann Carelli）介绍认识。
当时斯通写了《野战排》的剧本，但未正式投入制作，西米诺读过剧本后深受打动。当时双方签订了交换条件协议，斯通参与《龙年》创作的酬劳比一般的要低，以换取《龙年》制片人迪诺·德·劳伦提斯投资斯通的《野战排》。
斯通称迈克尔“24小时都像白天一样”，“真的不睡觉，犹如强迫症患者”，“是我合作过的最具拿破仑风格的导演”。西米诺在拍片前做了一年半的研究。
德·劳伦提斯虽然在合同中写明西米诺享有最终剪辑权，却附了一封信，称尽管合同这么写，西米诺不会有这个权利。后来《西西里人》的制片人就电影时长问题起诉西米诺，这件事情才得以曝光。

### 选角
由于制片速度非常快，选角工作在剧本定稿前就已经完成。斯通和西米诺原计划让尼克·诺尔蒂或傑夫·布里吉出演主角，后来看了米基·洛克在《大街小瘪三》，决定选他当主角；他曾在《天堂之門》中与西米诺展开合作。洛克认为扮演怀特的难点是相貌打扮得要老15岁，以契合角色的年龄。洛克的拳击实力也是西米诺相中他的一大原因。由于西米诺没有认真接受体能训练，西米诺找来地獄天使的成员查克·齐托当他的教练。洛克经常在采访中说自己喜欢和西米诺合作，尽管西米诺之前几部作品的票房惨败，把他的名声搞得不好。他说：“他就是一团火，我没见过其他人像他那样。”
洛克的片酬为100万美元。

### 拍摄
和《狠將奇兵》一样，《龙年》的镜头在北卡罗来纳州威尔明顿的摄影棚棚拍，不是实景。经过一番研究，剧组发现当地有几个地方可以冒充唐人街或东亚国家。布景非常逼真，以至于参加首映礼的斯坦利·库布里克都以为是真的，西米诺花了一些功夫才和他说外景是在DEG外面拍的。
电影取景的城市包括纽约、多伦多、溫哥華、維多利亞、曼谷和清萊。西米诺说自己喜欢去不同城市拍戏，外景在一个城市拍，外景在另一个城市。有一个镜头是泰久義和律师经过华人的纺织厂，越过护栏，进入一栋简陋的公寓楼，与他的两名刺客会合，其中的纺织厂位于曼谷，护栏位于纽约，公寓楼位于威尔明顿。负责场记的人认为这戏“根本不能剪”（意思是無法剪得天衣无缝），西米诺拿1000美金和她对赌。结果这场戏剪了出来，场记认输，要拿1000美金给西米诺，西米诺没有收。
最终西米诺按时按预算完成了拍摄，没有像《天堂之门》那样超时超支。

### 后期
怀特在影片结尾处的最后一句台词是：“你们对了，我错了。我本可以当好人，但我就是不知道怎么才能做到”（You were right and I was wrong. I'd like to be a nice guy. But I just don't know how to be nice）。据西米诺透露，这句台词原本是“行吧，我猜如果你们能把这场战争打得足够久，你们到头来会和敌人结婚”（Well, I guess if you fight a war long enough, you end up marrying the enemy），由斯通写的，后来片方否决了这句台词。西米诺认为片方或制片人是觉得原本那句政治不正确。

## 发行
影片于1985年8月16日在982家剧院上映，首周末票房4,039,079美元，位列票房榜第五位。其中华盛顿特区、底特律、匹兹堡等美国大城市的票房不俗，但很快就降下来，部分原因可能是亚裔美国人群体抗议（见下文）。最终电影仅收获1800万美元的票房，未能收回2400万的成本，沦为票房炸弹。
| 时间             | 排名 | 票房       | 上映剧院数 | 累计票房    |
| ---------------- | ---- | ---------- | ---------- | ----------- |
| 8月16日至18日    | 5    | $4,093,079 | 982        | $4,093,079  |
| 8月23日至25日    | 5    | $2,864,487 | 970        | $8,938,692  |
| 8月30日至9月2日  | 7    | $2,597,573 | 834        | $12,881,875 |
| 9月6日至9月8日   | 7    | $1,461,768 | 796        | $14,898,009 |
| 9月13日至9月15日 | 7    | $958,830   | 711        | $16,385,510 |

## 反响
自1985年上映之初，对电影的评价就显得两极分化。《纽约时报》的文森特·坎比写道：“《纽约时报》距离成为经典之作还有光年的距离，但其本质是显而易见的——一部精心制作的黑帮电影，一分钟都不无聊，由大量动作、语言，以及最终发挥催眠效果的特效组成。”相反，同样为《纽约时报》撰文的珍妮特·穆斯林认为电影缺乏“情感、理性和叙事连贯性”，演员表现“特别糟糕”，小泉安丽妮的角色“无关痛痒”。
《紐約郵報》雷克斯·里德的评价是最为夸张的，称“令人兴奋、爆炸性、大胆、富有冒险精神”。《芝加哥太陽報》影评人罗杰·埃伯特拿西米诺之后的《西西里人》来比较，认为《龙年》“制作严谨，始终有力量和效率”。
伦纳德·马耳丁给出2.5/5星的评价，认为电影是一部“紧张刺激的追捕情景剧......但经常淹没在脱线和虚荣的海洋中”。《紐約客》的保琳·凯尔批评影片“歇斯底里，是暴民的通俗读物，适合不识字的观众看”。
影片在烂番茄网站由56%的腐烂度（18条评论），平均得分6.08/10。
《电影手册》1985年十佳电影榜第三名。

### 影响
昆汀·塔伦蒂诺称影片是个人最爱，称高潮处的铁轨枪战是他最喜欢的“杀手电影瞬间”，“看得出不了大气”。
辣妹组合1997年歌曲《Too Much》的MV中，媚兒喜在唐人街穿着红旗袍唱歌，其原型就是本片。卡朋特·布鲁特创作名为《寻找翠西·子》（Looking For Tracy Tzu）的歌曲，影射本片同名角色。

## 争议
华裔美国人和亞裔美國人社群就电影表示抗议，批评电影宣扬种族刻板印象，散播排外情绪，语言粗俗（尤其是“眯眯眼”（chinks）、“斜眼睛”（slant-eyed）和“黄鬼子”（yellow niggers）），还有性别歧视的内容。部分团体担心电影播出后唐人街会变得不安全，经济下滑。争议之下，片方在开头打出了免责声明：
本片无意贬低或忽视亚裔美国人，特别是华裔美国人群体的许多积极特点。若片中内容和现实中的任何组织、团体、个人或唐人街有相似之处，纯属意外。
保琳·凯尔在影评中提到电影引发的争议：“《龙年》的排华情绪比《猎鹿人》要少得多，但出现得比较松散。这些戏份没有紧绷感，没有定义，所以你更有可能意识到其中的偏执。”
西米诺在《青年电影》（Jeune cinéma）的采访中回应了争议：
电影被批评种族歧视，但批评的人没有留意电影里的人说什么。这是一部展现种族歧视的电影，不是一部种族歧视电影。为了展示这样一个主题，你必须要暴露这种倾向。这是我们第一次展现华人遭受的边缘化议题，人们对此知之甚少。美国人会惊讶地发现华人到1943年才获得公民权，此前他们不能把妻子带到美国。邝对斯坦利说的话是受到赞赏的。基于这些原因，中国人喜欢这部电影。记者的负面反应或许成了掩盖这些不愉快事实的挡箭牌。

## 奖项
获提名凯撒电影奖最佳外语片、金球獎最佳電影男配角（尊龙）和金球奖最佳原创配乐奖（大卫·曼斯菲尔德）。另一方面也获得1985年金酸莓奖五项提名：最差剧本、最差電影、金酸莓獎最差導演、最差女主角和最差新演员（后两项提名为小泉安丽妮持有）。

## 脚注
1. ↑  . BBFC.   [18 December 2021]. （原始内容存档于2021-12-18）.
2. 1 2 3  "Year of the Dragon (1985) – Box office / business" 的存檔，存档日期2016-10-02.. IMDb. Retrieved 2010-04-25.
3. 1 2  . The Wall Street Journal. Aug 3, 1984: 19.
4. 1 2  KNOEDELSEDER, WILLIAM K, Jr. . Los Angeles Times. Aug 30, 1987: 1.
5. 1 2  "Year of the Dragon" 的存檔，存档日期2010-08-09.. The Numbers. Retrieved 2010-06-02.
6. 1 2  "Year of the Dragon (1985)" 的存檔，存档日期2009-07-27.. Box Office Mojo. Retrieved 2010-09-24.
7. ↑  per Silver, Alain, and Elizabeth Ward, eds.  Film Noir: An Encyclopedic Reference to the American Style, 3rd edition, 1992. Woodstock, New York: The Overlook Press. ISBN 0-87951-479-5.
8. 1 2 3 4 5 6 7  DVD commentary by director Michael Cimino. Located on the Year of the Dragon 2005 Region 1 DVD.
9. 1 2  Griffin, Nancy (February 10, 2002). "Last Typhoon Cimino Is Back". The New York Observer 16 (6): pp. 1+15+17. Retrieved 2010-10-13.
10. 1 2  Rourke, Mickey (actor). (May 18, 2004). Interview with Mickey Rourke. [Angel Heart 2004 Special Edition Region 1 DVD]. Complete interview on YouTube: Part 1 的存檔，存档日期2016-04-22., Part 2 的存檔，存档日期2016-04-18. & Part 3 的存檔，存档日期2016-04-16..
11. ↑  McNall, Bruce（英语：Bruce McNall）; D'Antonio, Michael (July 9, 2003). Fun While It Lasted: My Rise and Fall In the Land of Fame and Fortune (1st ed.). New York: Hyperion. p. 114. ISBN 978-0-7868-6864-3.
12. ↑  "Year of the Dragon (1985) – Trivia" 的存檔，存档日期2016-11-28.. IMDb. Retrieved 2010-04-25.
13. ↑  Benson, Sheila (August 16, 1985). "Movie Review: A Riveting Look at Chinatown Year of the Dragon". Los Angeles Times.
14. ↑  Couarves, Francis (editor, 2006). Movie Censorship and American Culture (pp. 288-291). University of Massachusetts Press.
15. ↑  "Year of the Dragon (1985) – Weekend Box Office Results" 的存檔，存档日期2012-10-26.. Box Office Mojo. Retrieved 10-29-10.
16. ↑  Canby, Vincent（英语：Vincent Canby） (August 25, 1985). "Film View: After Heaven's Gate, Dragon doesn't look bad" 的存檔，存档日期2017-11-21.. The New York Times. Retrieved 2009-12-05.
17. ↑  Maslin, Janet（英语：Janet Maslin） (August 16, 1985). "Film: Year of the Dragon, Cimino in Chinatown" 的存檔，存档日期2021-05-03.. The New York Times. Retrieved 2010-10-21.
18. ↑  Reed, Rex（英语：Rex Reed） (1985). New York Post.
19. ↑  Ebert, Roger (October 23, 1987). "The Sicilian" 的存檔，存档日期2012-09-25.. Chicago Sun-Times. Retrieved 2010-06-29.
20. ↑  Maltin, Leonard（英语：Leonard Maltin） (August 2008). Leonard Maltin's Movie Guide (2009 ed.). New York: Penguin Group. p. 1572. ISBN 978-0-452-28978-9.
21. ↑  Kael, p. 33
22. ↑  "Year of the Dragon" 的存檔，存档日期2010-09-08.. Rotten Tomatoes. Retrieved 2019-07-16.
23. ↑  "Cahiers du Cinéma/ Top Ten Lists 1951–2009 -> 1985" 的存檔，存档日期2012-03-27.. alumnus.caltech.edu. Retrieved 2010-06-13.
24. ↑  Clarkson, Wensley (2007). Quentin Tarantino: The Man, The Myths and His Movies (Hardcover ed.). London, England: John Blake Publishing Ltd. p. 313. ISBN 978-1-84454-366-3.
25. ↑  Schilling, Mary Kaye (April 16, 2004). "The Second Coming" 的存檔，存档日期2010-05-15.. Entertainment Weekly. Retrieved 2010-08-20.
26. 1 2 3  Dirks, Tim. "The Most Controversial Films of All-Time – Part 14: 1980s" 的存檔，存档日期2010-10-24.. Greatest Films. Retrieved 10-29-10.
27. ↑  Garbarino, Steve (March 2002). "Michael Cimino's Final Cut" 的存檔，存档日期2010-08-28.. Vanity Fair. Retrieved 2010-08-27.
28. ↑  Kael, p. 35
29. ↑  Camy, Gérard; Viviani, Christian. . Jeune cinéma (December/January 1985–1986). : n171 （法语）.
30. 1 2  "Year of the Dragon (1985) – Awards" 的存檔，存档日期2016-03-14.. IMDb. Retrieved 2010-06-13.
31. ↑  Wilson, John (January 2, 2002). "1985 Archive of 6th Annual RAZZIE Awards" 的存檔，存档日期2012-07-16.. Razzies.com. Retrieved 2010-05-25.

## 延伸阅读
- Chevrie, Marc (November 1985). "Le point de mire" (in French). Cahiers du Cinéma (n377).
- Marchetti, Gina (1993). "Conclusion: The Postmodern Spectacle of Race and Romance in 'Year of the Dragon'". Romance and the "Yellow Peril": Race, Sex, and Discursive Strategies in Hollywood Fiction. Berkeley, California: University of California Press.
- Marchetti, Gina (1991). "Ethnicity, the Cinema and Cultural Studies". Unspeakable Images: Ethnicity and the American Cinema. Urbana, Illinois: University of Illinois Press.
- Masson, Alain (November 1985). "L'année du dragon" (in French). Positif (n297).
- Pym, John (December/January 1985–86). "After the Deluge". Sight and Sound (55).
- Toubiana, Serge (December 1985). "Il n'y a pas d'affaire Cimino" (in French). Cahiers du Cinéma (n378).
- Wood, Robin (Summer/Fall 1986). "Hero/Anti-Hero: The Dilemma of 'Year of the Dragon'". CineAction! (n6).